# You Could Be Blind
You Could Be Blind – singel amerykańskiego rapera DMX-a. Promuje on album The Great Depression. Wydany w 2001 roku. Oficjalnie wyszedł razem z "We Right Here".
Podkład utworu został skomponowany przez Swizz Beatza. Gościnnie wystąpiła na nim Mashonda.

## Lista utworów
1. "You Could Be Blind" (LP) – 4:47
2. "You Could Be Blind" (Instrumental) – 3:03